# Likinkelsé
Likinkelsé, également orthographié Likenkelsé, est un village du département et la commune rurale de Boussé, situé dans la province du Kourwéogo et la région Plateau-Central au Burkina Faso.

## Géographie

### Situation et environnement
Likinkelsé se trouve à environ 30 km au nord-est de Boussé.

### Démographie
- En 2003, le village comptait 1 196 habitants estimés[3].
- En 2006, le village comptait 1 119 habitants estimés[1].

## Transports
Likinkelsé est accessible par une route rurale :
- depuis le village de Sotenga au sud-ouest, par la route secondaire reliant le village de Katabtenga (province du Kadiogo, région du Centre) à celui de Bokin (département de Bokin, province du Passoré, région du Nord) ou
- depuis le hameau de Garintenga au nord-est, lui-même traversé par la route départementale 57 reliant le village de Toéghin au village d'Ourgou sur la route nationale 22 (elle-même reliant la capitale Ouagadougou jusqu'au nord du pays à Diguel à la frontière avec le Mali).

## Santé et éducation
Likinkelsé accueille un centre de santé et de promotion sociale (CSPS) tandis que le centre médical avec antenne chirurgicale (CMA) de la province se trouve à Boussé.
Le village possède un centre d'alphabétisation.